# Cryphia troglodyta
Cryphia troglodyta är en fjärilsart som beskrevs av Freyer 1833. Cryphia troglodyta ingår i släktet Cryphia och familjen nattflyn. Inga underarter finns listade i Catalogue of Life.